# Trachycladus
Genre
Synonymes
- Spirophora Lendenfeld, 1887
- Spirophorella Lendenfeld, 1888

Trachycladus  est un genre d'éponges de la famille Trachycladidae. Les espèces de ce genre sont marines.

## Liste d'espèces
Selon World Register of Marine Species (18 mai 2016) :
- Trachycladus cervicornis Burton, 1959
- Trachycladus laevispirulifer Carter, 1879
- Trachycladus minax (Topsent, 1888)
- Trachycladus spinispirulifer (Carter, 1879)
- Trachycladus stylifer Dendy, 1924
- Trachycladus tethyoides Burton, 1959